# Avled stilla
Avled stilla, franska originalets titel: Une mort très douce, är en självbiografisk bok från 1964 av Simone de Beauvoir. I boken skildrar hon sin mors – Françoise de Beauvoir (1885–1963) – död i magcancer. Simone de Beauvoir beskriver sina känslor under moderns sjukhusvistelse, själva dödsbudet samt efter dödsfallet. Hon blev djupt uppriven av sin moders död och hon ådagalägger i boken sin smärta och sorg.
| ” | För mig hade min mor alltid funnits till, och jag hade aldrig på allvar kunnat tänka mig att jag en dag, snart, skulle se henne försvinna för alltid. | „ |